# Атеса
Атѐса (на италиански: Atessa, на местен диалект l'Atèssë, л'Атесъ) е град и община в Южна Италия, провинция Киети, регион Абруцо. Разположен е на 435 m надморска височина. Населението на общината е 10 787 души (към 2011 г.).